# David H. Bailey
Pour les articles homonymes, voir David Bailey (homonymie) et Bailey.
David Harold Bailey (né en 1948) est un mathématicien et informaticien américain. Ayant obtenu un baccalauréat en mathématiques de l'université Brigham Young en 1972 et un Ph.D. dans le même domaine de l'université Stanford en 1976, il a travaillé pendant 14 ans comme informaticien au Ames Research Center. Depuis 1998, il travaille au Laboratoire national Lawrence-Berkeley.
Bailey est probablement surtout connu pour avoir co-écrit en 1997, avec Peter Borwein et Simon Plouffe, un article donnant une nouvelle formule de π : la formule BBP. Il est un proche collaborateur de Jonathan Borwein (le frère de Peter). Ils ont publié quantité d'articles ensemble ainsi que trois livres sur les mathématiques expérimentales.
Bailey est également rédacteur en chef du site web Science Meets Religion et est associé à l'Église de Jésus-Christ des saints des derniers jours.

## Recherche
Bailey travaille dans le domaine de l'analyse numérique et du parallélisme. Il a publié des travaux sur la transformation de Fourier rapide, sur l'arithmétique de haute précision et sur l'algorithme PSLQ (en). Il est le co-auteur de NAS Benchmarks (en) et a également travaillé sur les mathématiques financières, ayant publié Pseudo-mathematics and financial charlatanism (2014) qui souligne certains dangers d'applications inappropriées dans ce domaine.

## Récompenses et distinctions
En 1993, Bailey obtient le prix Sidney Fernbach de l'IEEE Computer Society ainsi que le prix Chauvenet et le prix Hasse de la Mathematical Association of America. En 2005, il est finaliste pour le prix Edge of Computation Science. En 2008, il est co-récipiendaire du prix Gordon Bell (en) remis par l'Association for Computing Machinery.

## Sélection d'ouvrages
- (en) David H. Bailey et Robert F. Lucas, Performance tuning of scientific applications, Chapman & Hall/CRC Computational Science Series, CRC Press, 2010 (ISBN 978-1-4398-1569-4)
- (en) David H. Bailey, Jonathan Borwein, Neil Calkin, Roland Girgensohn, D. Russell Luke et Victor Moll, Experimental mathematics in action, A K Peters, 2007
- (en) David H. Bailey et Michał Misiurewicz, « A strong hot spot theorem », Proc. Amer. Math. Soc., vol. 134, no 9,‎ 2006, p. 2495–2501 (DOI 10.1090/s0002-9939-06-08551-0, MR 2213726)
- (en) David H. Bailey, Jonathan Borwein, Marcos Lopez de Prado et Qiji Jim Zhu, « Pseudo-mathematics and financial charlatanism: The effects of backtest overfitting on out-of-sample performance », Notices of the AMS, vol. 61, no 5,‎ 2014, p. 458–471 (DOI 10.1090/noti1105)
- (en) David H. Bailey, Jonathan Borwein, Roland Girgensohn, Experimentation in mathematics : Computational paths to discovery, A K Peters, 2004
- (en) David H. Bailey et Jonathan Borwein, Mathematics by experiment : Plausible reasoning in the 21st century, A K Peters, 2004, 2008